# Arrhopalites ruseki
Arrhopalites ruseki is een springstaartensoort uit de familie van de Arrhopalitidae. De wetenschappelijke naam van de soort is voor het eerst geldig gepubliceerd in 1975 door Nosek.